# Stokówka prążkowana
Stokówka prążkowana (Bolborhynchus lineola) – gatunek małego ptaka z rodziny papugowatych (Psittacidae). Występuje w Meksyku, Ameryce Centralnej oraz północnej i zachodniej części Ameryki Południowej. Nie jest zagrożony wyginięciem.

## Taksonomia
Po raz pierwszy gatunek opisał John Cassin w 1853 na łamach Proceedings of the Academy of Natural Sciences of Philadelphia. Holotyp pochodził z Puente Nacional (stan Veracruz) (lokalizację podano jako National Bridge, Mexico). Nowemu gatunkowi nadał nazwę Psittacula lineola. Obecnie (2020) Międzynarodowy Komitet Ornitologiczny umieszcza stokówkę prążkowaną w rodzaju Bolborhynchus. Wyróżnia 2 podgatunki. Proponowany podgatunek B. l. maculatus (prawdopodobnie z Peru) włączony został do B. l. tigrinus.

## Morfologia
Długość ciała wynosi 16–18 cm, masa ciała 42–59 g. Upierzenie głównie zielone. Ogon ma kształt klina. Czoło niebieskozielone. Wierzch ciała prążkowany. Dziób i woskówka różowe, tęczówka brązowa, nogi jasnoróżowe. Osobniki podgatunku B. l. tigrinus są ciemniejsze i mocniej prążkowane niż ptaki podgatunku nominatywnego, do tego mają zielone czoło. Długość skrzydła 102–107 mm, długość ogona 53–58 mm, długość dzioba 11–13 mm, długość skoku 12–14 mm.

## Zasięg występowania
Przedstawiciele B. l. lineola (Cassin, 1853) zamieszkują obszar od południowego Meksyku (od centralnego Veracruz i północnego Oaxaca) nieregularnie po zachodnią Panamę (prowincja Veraguas), za to reprezentanci B. l. tigrinus (Souancé, 1856) obszar od północnej i zachodniej Wenezueli i Kolumbii (w tym Sierra Nevada de Santa Marta) nieregularnie po Andy w centralnej po południową części Boliwii (departament Santa Cruz).

## Ekologia i zachowanie
Środowiskiem życia stokówek prążkowanych są głównie górskie lasy. Odnotowywano je również w wilgotnych lasach wiecznie zielonych, lasach sosnowych, suchszych otwartych lasach oraz na przecinkach i pastwiskach z wysokimi drzewami. Niekiedy zimą schodzi na niższe wysokości, do lasów deszczowych (w Ameryce Centralnej). W Meksyku odnotowywano te ptaki od 900 do 2400 m n.p.m.; w Peru 900–3300 m n.p.m.; w Wenezueli 900–2200 m n.p.m.; głównie 1600–2600 m n.p.m. w Kolumbii; 1700–3100 m n.p.m. w Ekwadorze. Są to towarzyskie ptaki, niekiedy zbierają się po kilkaset. Zbiorowo odpoczywają na czubkach drzew. W porze suchej przebywają w małych grupach lub parach. Żywią się pąkami, kwiatami, „kotkami”  Cecropia, jagodami, owocami i nasionami (np. bambusów). Odnotowano żerowanie na takich roślinach jak Myrtis, Heliocarpus, Miconia, a na obszarach upraw kukurydzą.

### Lęgi
Stokówki prążkowane gniazdują w dziuplach. W Kostaryce lęgi odbywają się najpewniej w porze suchej, w Panamie w grudniu, od czerwca do sierpnia w Kolumbii. Brak informacji o lęgach na wolności. W niewoli zniesienie liczy od 3 do 6 jaj. Inkubacja trwa około 18 dni. Młode są w pełni opierzone po blisko 5 tygodniach życia.

## Status i ochrona
IUCN uznaje stokówkę prążkowaną za gatunek najmniejszej troski (LC, Least Concern) nieprzerwanie od 1994. W 2008 organizacja Partners in Flight szacowała, że liczebność populacji mieści się w przedziale 50–500 tysięcy osobników. Ze względu na brak dowodów na spadki liczebności bądź istotne zagrożenia dla gatunku, BirdLife International ocenia trend liczebności populacji jako stabilny. Gatunek wymieniony jest w II załączniku konwencji waszyngtońskiej (CITES).